# Decisive Battles of the American Civil War Volume 1: Bull Run to Chancellorsville
Decisive Battles of the American Civil War, Volume One: Bull Run to Chancellorsville — пошаговая стратегическая компьютерная игра, разработанная и выпущенная компанией Strategic Studies Group в 1987 году для Apple II и Commodore 64. Игра представляет собой варгейм и повествует о событиях Гражданской войны в США. Первая игра в состоящей из трёх частей («томов») серии Decisive Battles of the American Civil War. Второй и третий тома вышли в 1988 году. Игра получила положительные оценки критиков.

## Игровой процесс
Игра содержит 6 сценариев, основанных на сражениях Гражданской войны в  США: Первое сражение при Булл-Ран, Второе сражение при Булл-Ран, Сражение при Шайло, Сражение при Энтитеме, Сражение при Фредериксберге, Сражение при Чанселорсвилле. Действие игры происходит на поле, поделённом на шестиугольники. Как и в большинстве других игр Strategic Studies Group, игрок не имеет прямого контроля над боевыми единицами. В игре существует два режима коммуникации с подразделениями — с радио и без него. В режиме со включенным радио, игрок может отдавать приказы непосредственно всем боевым единицам. Режим без радио призван симулировать сложности, вызванные проблемами в коммуникации, с которыми сталкивались командующие в XIX веке. В таком режиме отдавать приказы можно только штабам дивизий корпусов посредством гонцов, которые могут задержаться или не достигнуть места своего назначения.

## Выпуск
В комплект с игрой входит цветная глянцевая карта, 72-страничное руководство пользователя и схемы игровых меню. В отличие от предыдущих игр Strategic Studies Group, руководство пользователя содержит не только описание игровых механик, но и непосредственно алгоритмы, использованные в игре. Игра снабжена двумя программами для создания пользовательских сценариев — Warplan и Warpaint. Первая — непосредственно редактор сценариев, а вторая — редактор внутриигровой графики.

## Отзывы
Кит Феррелл из журнала Compute! написал, что Strategic Studies Group являются авторами самых передовых варгеймов последних лет, но Decisive Battles of the American Civil War — это большое достижение даже по высоким стандартам студии. Кит похвалил игру за легкий в освоении интерфейс, исторический реализм, руководство и функцию «Map Walk».
Джим Финк из Computer Play поставил игре 8.4 балла из 10 возможных и высоко оценил возможность редактировать игровые сценарии. Он сравнил игру в режиме с радио и открытой картой с режимом "настольной игры", потому что в таком варианте игрок видит положение боевых единиц, а без карты и радио — полноценной симуляцией боевых действий XIX века. По его мнению, игру должен приобрести каждый энтузиаст гражданской войны в США.
Журнал Your Commodore тоже напечатал положительную рецензию, высоко оценив игровые механики, комплектацию, и программы для редактирования сценариев. Из негативных моментов, обозреватель журнала отметил, что в версии для Commodore нет плавной прокрутки и поддержки джойстика. Обозреватели Рейган Карет и Майк Саланта в рецензии Computer Gaming World похвалили игру за исторический реализм и сравнили игры Strategic Studies Group с суши, но вместо сырой рыбы в них «сырая история»: «ваши подчиненные ошибаются, производят неверные оценки, а из-за беспечного героизма солдаты попадают в засады окопавшегося противника».